# Jay W. Baird
Jay W. Baird (geboren 1. Juli 1936 in Toledo (Ohio)) ist ein US-amerikanischer Historiker des Nationalsozialismus.

## Leben
Jay Warren Baird machte 1958 seinen B.A. an der Denison University, studierte 1959 an der FU Berlin und machte 1960 den Master an der Columbia University, wo er 1966 mit der Dissertation German home propaganda, 1941–1945, and the Russian front promoviert wurde. Er begann seine Hochschullehrerlaufbahn 1963 an der Stanford University und 1965 am Pomona College.
Ab 1967 war er Associate Professor und von 1975 bis 2007 Full Professor für Neue Geschichte an der Miami University of Ohio in Oxford (Ohio) und wurde für seine Lehre mehrmals ausgezeichnet. 
Baird forschte zum Nationalsozialismus. 1969 hielt er sich als Fellow der Alexander-von-Humboldt-Stiftung in Deutschland auf. Baird war 1993 bis 1995 Präsident der German Studies Association.

## Schriften (Auswahl)
- (Hrsg.): From Nuremberg to My Lai. Lexington, Mass.: Heath, 1972
- The Mythical World of Nazi War Propaganda 1939–1945. Minneapolis : Univ. of Minnesota Press, 1974
- Das politische Testament Julius Streichers. Ein Dokument aus den Papieren des Hauptmanns Dolibois. In: Vierteljahrshefte für Zeitgeschichte, Dokumentation 26 (1978/4), S. 660–693
- To Die For Germany: Heroes in the Nazi Pantheon. Bloomington, Ind. : Indiana Univ. Press, 1990
- Julius Streicher. Der Berufsantisemit. In: Ronald Smelser, Enrico Syring und Rainer Zitelmann (Hrsg.): Die braune Elite II. 21 weitere biographische Skizzen. Darmstadt: Wissenschaftliche Buchgesellschaft, 1999, S. 231–242
- Die faschistische Ästhetik von Eberhard Wolfgang Möller, in: Walter Schmitz / Clemens Vollnhals (Hg.): Völkische Bewegung – Konservative Revolution – Nationalsozialismus, Aspekte einer politisierten Kultur, Thelem, Dresden 2005, S. 399–412.
- Hitler’s War Poets: Literature and Politics in the Third Reich. Cambridge : Cambridge University Press, 2008